# Ålands kommuner

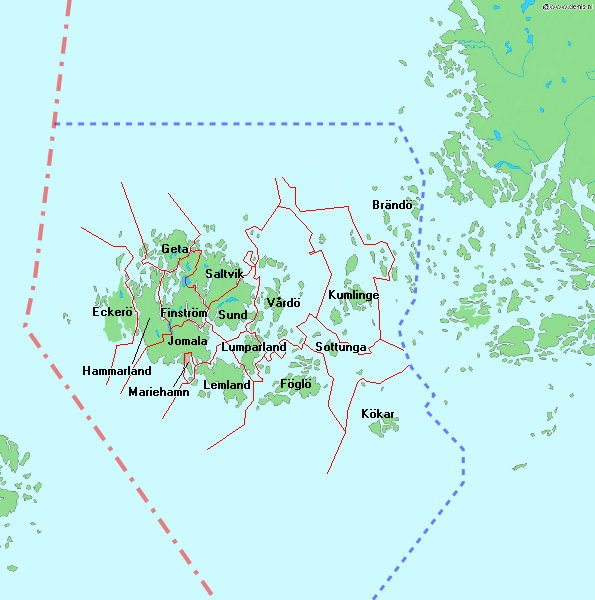
Karta över kommunerna på Åland

Åland har 16 kommuner: en stad, nio landsbygdskommuner och sex skärgårdskommuner. De flesta följer de gamla sockengränserna. Förr drogs gränserna efter vilken kyrka invånarna gick till, så idag ligger ofta en gammal kyrka mitt i kommunen. Den här indelningen används inte längre i resten av Norden. En tydlig gränsändring skedde 1961 när en del av Jomala överfördes till Mariehamn.
Vissa kommuner består av områden som inte sitter ihop. Ett exempel är Järsö. För att nå sitt kommunkansli i Lemland måste invånarna passera både Mariehamn och Jomala. Det beror på de gamla sockengränserna. På 1800-talet reste man mest med båt, och sjövägen från Järsö till Lemlands kyrka var kortare än landvägen. Därför hamnade Järsö i Lemland.
Mariehamn är Ålands enda stad och den sextonde kommunen. Den grundades 1861 tack vare sin djupa hamn och det korta avståndet till farleden mellan Åbo och Stockholm. Mariehamn har flest invånare men är minst till ytan. Sottunga är både Ålands och Finlands minsta kommun med 105 invånare (2021).

## Kommunindelning
Åland delas in i Mariehamns stad, nio landsbygdskommuner på Fasta Åland samt sex skärgårdskommuner i Ålands skärgård. Den historiska sockenindelningen är fortfarande grunden för dagens kommuner.

### Lista över kommuner
| Vapen | Kommun     | Kod | Landyta (km²) | Folkmängd (2021) | Administrativt centrum |
| ----- | ---------- | --- | ------------- | ---------------- | ---------------------- |
|       | Brändö     | 035 | 107,88        | 449              | Brändö                 |
|       | Eckerö     | 043 | 107,72        | 933              | Överby                 |
|       | Finström   | 060 | 123,26        | 2 638            | Godby                  |
|       | Föglö      | 062 | 134,71        | 501              | Degerby                |
|       | Geta       | 065 | 84,54         | 505              | Vestergeta             |
|       | Hammarland | 076 | 138,34        | 1 628            | Kattby                 |
|       | Jomala     | 170 | 142,55        | 5 512            | Kyrkby                 |
|       | Kumlinge   | 295 | 99,09         | 313              | Kumlinge               |
|       | Kökar      | 318 | 63,62         | 224              | Karlby                 |
|       | Lemland    | 417 | 113,23        | 2 135            | Söderby                |
|       | Lumparland | 438 | 36,35         | 376              | Klemetsby              |
|       | Mariehamn  | 478 | 11,80         | 11 742           | Mariehamn              |
|       | Saltvik    | 736 | 152,24        | 1 810            | Nääs                   |
|       | Sottunga   | 766 | 28,04         | 105              | Sottunga by            |
|       | Sund       | 771 | 108,20        | 1 019            | Björby                 |
|       | Vårdö      | 941 | 101,73        | 463              | Strömsby               |

## Organisation och politik
Kommunalvalen på Åland hålls vart fjärde år, samtidigt som valet till Ålands lagting. De genomförs alltså inte samtidigt som kommunalvalen i Finland.

## Interkommunalt samarbete
Kommunerna samarbetar inom flera områden genom kommunalförbund och gemensamt ägda bolag.

### Kommunalförbund
- De Gamlas Hem – äldreomsorg (arkiverad länk)
- Södra Ålands högstadiedistrikt – gemensam högstadieskola
- Norra Ålands högstadiedistrikt – gemensam högstadieskola
- Ålands omsorgsförbund – stöd till personer med funktionsnedsättning
- Miljöservice (Mise) – avfallshantering
- Ålands kommunförbund – intresseorganisation för alla kommuner

### Kommunala bolag
- Fastighets Ab Marstad – fastighetsbolag ägt av Mariehamn
- Mariehamns Centralantenn Ab – kabel-tv och bredband, ägt av Mariehamn
- Mariehamns Telefon Ab – teleoperatör, ägt av Mariehamn
- Svinryggens deponi Ab – avfallsdeponi i Ödanböle, ägt av Mariehamn och Jomala
- Ålands Problemavfall Ab – hanterar farligt avfall
- Ålands vatten Ab – producerar dricksvatten